# Station Dunkeld and Birnam
Station Dunkeld and Birnam ((en)  Dunkeld and Birnam railway station) is een spoorwegstation van National Rail in Dunkeld, Perth and Kinross in Schotland aan de Highland Main Line. Het station is eigendom van Network Rail en wordt beheerd door ScotRail. 